# Jak 3
Jak 3 är ett plattformsspel till Playstation 2, utvecklat av spelföretaget Naughty Dog och utgivet av Sony Computer Entertainment. Spelet släpptes i november 2004 och är det tredje spelet i serien om Jak and Daxter.

## Handling
I Jak 3 är Haven Citys gator ett krigsfält där Krimzon Guards, Metal Heads och The Underground kämpar om makten. Jak blir anklagad för att ha orsakat detta och blir förvisad till Wasteland. Jak är fortfarande fylld med mörkt eco, men upptäcker i detta spel att det även finns light eco och att han är mottaglig för det. Han kämpar för sitt liv för att vinna Haven City förtroende åter och Jak och hans vänner får veta en stor hemlighet.